# Gutsverwaltung Hardegg
Die Gutsverwaltung Hardegg ist einer der größten landwirtschaftlichen Betriebe in Österreich.

## Geschichte
Die Gutsverwaltung Hardegg blickt auf eine über 500 Jahre fortdauernde Familientradition zurück. Seit dem späten Mittelalter wird vom Gut der Weinbau betrieben. Der Hofkeller mit seinen labyrinthartigen Kellergewölben stammt aus dem Jahr 1640. Unter der Gutsverwaltung standen die heute teilweise devastierten Meiereien Karlhof, Maxhof, Alicenhof, Kadolzer Hof, Parkhof, Oberhof und Kammersdorfer Hof.

## Beschreibung
Der heute von Maximilian Hardegg geführte Betrieb mit einer Gesamtfläche von rund 2600 Hektar und über 40 Mitarbeitern ist in den Bereichen Getreidebau, Erdäpfel, Schweinezucht, Weinbau und Forstwirtschaft tätig und erhält als einer der größten landwirtschaftlichen Betriebe jährlich rund eine Million Euro an Agrarsubventionen. Mit tausend Muttersauen werden jährlich rund 20.000 Ferkel großgezogen, und auf den 35 Hektar großen, kontrolliert organisch-biologisch bewirtschafteten Rebflächen werden jährlich 200.000 Flaschen Wein produziert. Seit 2009 ist der Betrieb auch „Flagship Farm“ von McDonald’s.

## Engagements
Die Gutsverwaltung Hardegg gilt durch ihre mannigfachen Initiativen für den Bauernstand, die Tiere und die Umwelt als Vorreiter für moderne Landwirtschaft.